# 설녀 (1968년 영화)
"설녀"는 1968년 공개된 대한민국의 영화이다.

## 배역
- 신성일
- 윤정희
- 김청자
- 이순재